# Positif
«Позитив» (фр. Positif) — французский журнал кинокритики. Основан в 1952 г. в Лионе Бернаром Шардером и издавался Эриком Лосфельдом. В 1954 г. издательство журнала было перемещено в Париж, где и остаётся до сих пор. Современный редактор журнала — Мишель Симан.
«Позитив», созданный на год позже и постоянно соперничающий с Cahiers du cinéma, часто считается представителем противоположной последнему точки зрения на киноискусство.
В 2002 г. пятидесятилетие журнала было отмечено выставками и ретроспективным кинопоказом во Французской синематеке в Париже и Музее современного искусства в Нью-Йорке.

## Интересные факты
- Альбер Болдук — член редакционного совета с момента появления журнала (№1, май 1952) — более чем полувековая мистификация: такого человека на самом деле не существовало.